# Carica della seta
La carica della seta è un'operazione della lavorazione della seta. Introdotta nelle fasi di nobilitazione, serve a compensare il calo di peso che la seta cruda ha subito durante la sgommatura, nella quale è stata rimossa la sericina. Consiste in una fissazione stabile sulla fibra di sostanze diverse a seconda del metodo usato; infatti la seta può assorbire ossidi, sali minerali, composti organici naturali o sintetici. Gli effetti utili sono molteplici, principalmente l'aumento di peso e l'aumento del volume, che conferiscono alla seta una mano piena ed una maggiore coprenza. La quantità di carica fissata dalla seta viene espressa come percentuale di aumento o di diminuzione del suo peso crudo iniziale. Una carica che permette di aggiungere il peso iniziale si dice alla pari. Problemi di varia natura, come il costo della fibra, hanno spinto ad applicare cariche superiori alla pari, senza però superare determinati valori di carica, oltre i quali la seta diventa fragile, con diminuzione delle proprietà dinamometriche ed una ridotta affinità verso i coloranti. Il punto limite risulta essere di 40-50 sopra la pari. 

## Metodi
I metodi di carica si possono classificare in base alle sostanze caricate:
- carica vegetale (ad esempio impiegando tannini e derivati)
- carica minerale
- carica con polimeri
- carica con epossidi

## Storia
Il primo sistema di carica della seta usato per sete bianche o tinte in toni chiari, ora completamente abbandonato, era conosciuto come carica allo zucchero. Impiegava bagni di glucosio con densità variabile in base all'aumento di peso ricercato; da 12 a 15° Bè, maggiori per seta shappe. Le sete tinte venivano immerse nelle soluzioni di zucchero e successivamente strizzate, centrifugate ed asciugate. L'aumento medio di carica era fra l'8 ed il 15%. Gli inconvenienti maggiori erano rappresentati dalla solubilità all'acqua ed alla bassa resistenza agli agenti atmosferici.
Carica ai sali di Bario e Piombo. Consisteva nell'immergere la seta in soluzioni di cloruro di bario o cloruro di piombo; avvenuta l'impregnazione uniforme la seta era immersa in soluzioni di solfato di sodio, provocando la precipitazione del relativo sale insolubile. La seta risultava perdere tutta la sua lucentezza, cosa che rese poco pratica questo tipo di carica.